# Messaggio in bottiglia
(la Repubblica parlando dei messaggi in bottiglia.)

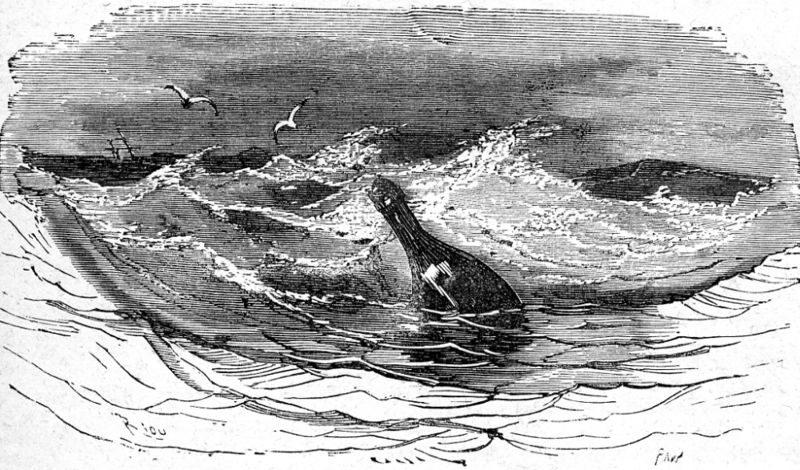
Una illustrazione dal romanzo I figli del capitano Grant (1865-1867) di Jules Verne, disegnata da Édouard Riou.

Il messaggio in bottiglia è un sistema di comunicazione che trasporta una missiva rinchiusa in un contenitore (solitamente una bottiglia di vetro) che, abbandonata tra i flutti del mare, galleggerà sino a raggiungere la terraferma, dove il messaggio potrà essere letto da qualcuno. Questo sistema di comunicazione è talvolta utilizzato, in un modo simile alle celebri Friendly Floatees, per tracciare il percorso delle correnti oceaniche.

## Storia

### Origini
Sebbene non si possa sapere chi e quando abbia avuto l'idea di gettare in acqua il proprio messaggio in bottiglia, la tradizione vuole che il primo sia stato il filosofo greco Teofrasto nel 310 a.C, per dimostrare che il Mar Mediterraneo non era altro che un bacino dell'oceano Atlantico.

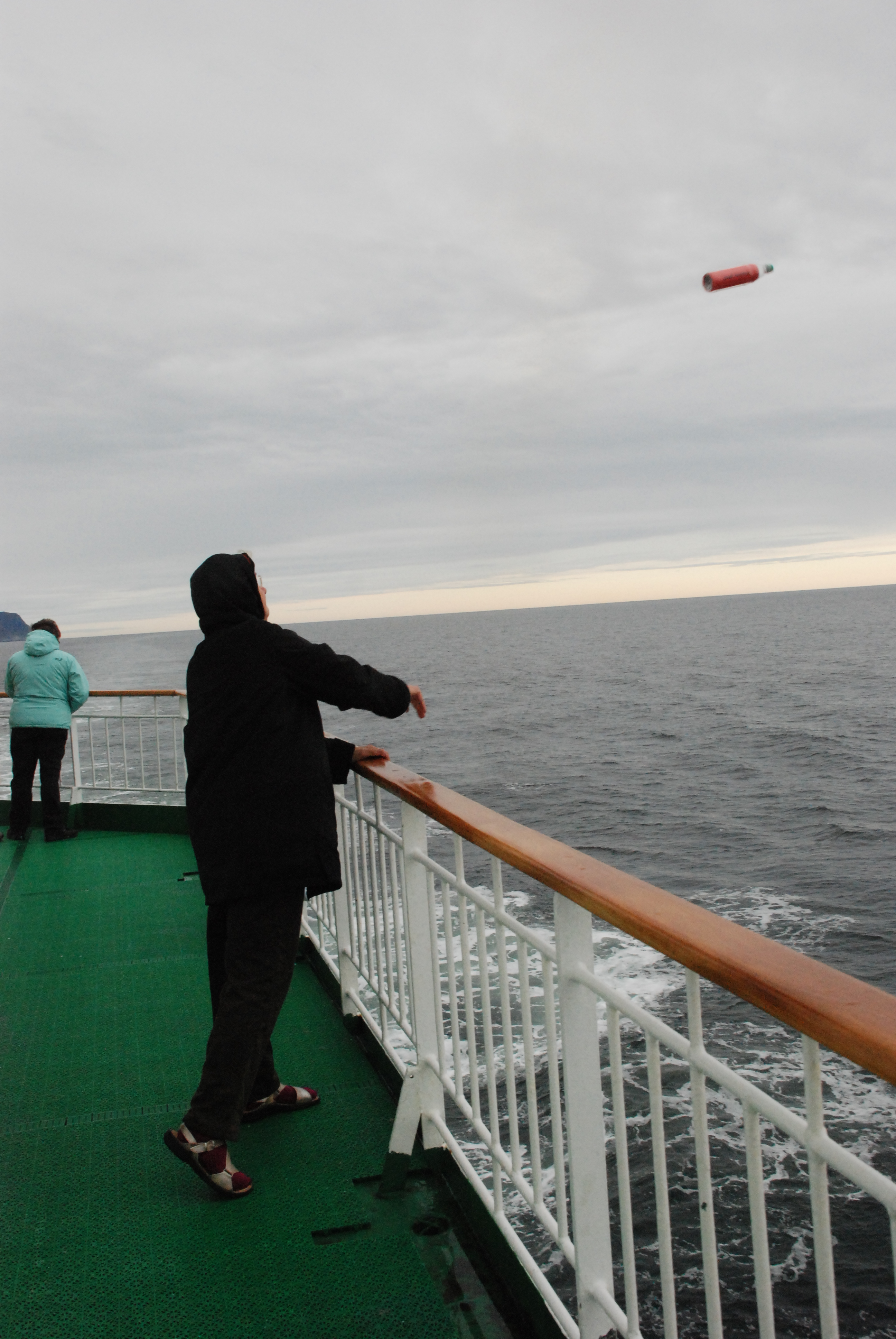
Un uomo lancia una bottiglia in mare da un traghetto della Hurtigruten, sperando che prima o poi il messaggio al suo interno venga letto da qualcuno.

### Fino al XIX secolo
Nel XV secolo si iniziò a viaggiare sempre più spesso via mare e quindi non erano rari naufragi oppure violente tempeste. Ciò è quello che accadde al celebre navigatore genovese Cristoforo Colombo che, in balia di una tormenta, scrisse un messaggio dove riportava tutte le sue scoperte e lo infilò in una bottiglia; nel suo comunicato chiese anche a chi lo avesse letto di consegnare il messaggio alla Regina di Spagna. Colombo sopravvisse, e non si sa che fine abbia fatto il suo messaggio.
L'abitudine di inserire messaggi nelle bottiglie cadde in forte disuso nel XVI secolo, dove chi apriva una bottiglia contenente un messaggio era perseguibile dalla legge, o poteva perfino essere condannato a morte. Il divieto di aprire i messaggi in bottiglia, emanato dalla regina Elisabetta I con l'Uncorker of Ocean Bottles, venne introdotto poiché si presumeva che tali messaggi potessero essere scritti da spie nemiche.
Si ritornò ad usare i messaggi in bottiglia solo dopo il lavoro dello statunitense Benjamin Franklin: infatti nel 1786 Franklin, dopo aver notato che le navi americane navigavano ad una velocità maggiore di quelle inglesi, consegnò alle onde un messaggio in bottiglia per poter tracciare facilmente il percorso delle correnti oceaniche della costa orientale degli Stati Uniti.
Meno noto è il messaggio in bottiglia mandato da un marinaio giapponese, Chunosuke Matsuyama, naufragato nel 1784 con i suoi 44 compagni su un'isoletta dell'Oceano Pacifico. Lì i marinai, patendo la fame, scrissero un messaggio dove chiesero aiuto e lo arrotolarono attorno ad un ramoscello di legno, che poi inserirono in una bottiglia. Il messaggio arrivò sulla terraferma solo 150 anni dopo, nel 1935 toccando il villaggio giapponese di Hiraturemura, dove Matsuyama era nato e cresciuto, troppo tardi purtroppo per i naufraghi che erano morti da lungo tempo.
La spedizione austro-ungarica al polo nord fu una spedizione che dal 1872 al 1874 esplorò il Mar Glaciale Artico con il proposito di trovare un passaggio a nord-est. Nel 1874 Carl Weyprecht, uno dei capi della spedizione, disperando ormai del successo dell'impresa e abbandonata la nave ormai intrappolata tra i ghiacci del polo, scrisse una lettera raccontando gli eventi della spedizione ed i successi ottenuti, gettandola in mare all'interno di una bottiglia. Questa bottiglia venne ritrovata 104 anni più tardi, nel 1978, per merito di un ricercatore russo, Vladimir Serov, sull'isola di Lamont, nella Terra di Francesco Giuseppe. Trasportata a Vienna, dal 1980 è proprietà dell'Accademia austriaca delle scienze.

### XX secolo

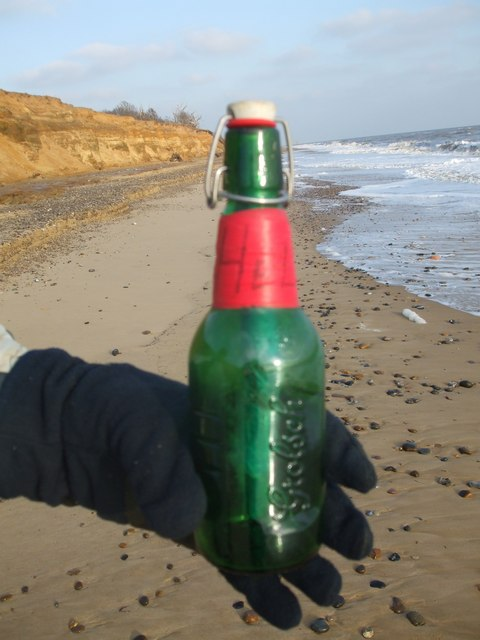
Un uomo tiene un messaggio in bottiglia trovato sulla spiaggia di Benacre

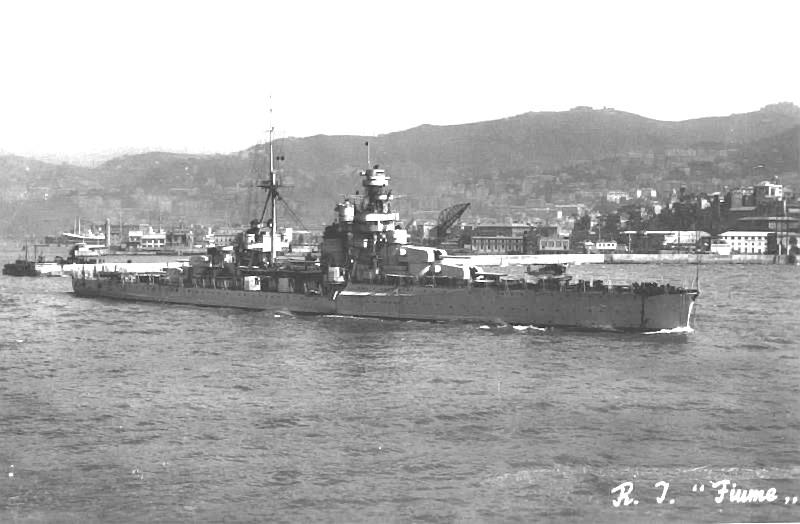
L'incrociatore pesante Fiume

Messaggio in bottiglia del marinaio Francesco Chirico, ritrovato 11 anni dopo la battaglia di Capo Matapan, saranno le sue ultime notizie

Uno dei primi episodi noti nel XX secolo è il messaggio lanciato dal soldato Thomas Hughes nel 1914. Venti giorni prima di essere ucciso, Hughes scrisse a sua moglie Elizabeth, con un inglese molto approssimativo, il seguente messaggio:
(Il contenuto del messaggio in bottiglia lanciato da Thomas Hughes)
Il messaggio venne rinvenuto nelle foci del Tamigi dal pescatore Steve Gowan nel 1999, 85 anni dopo che Hughes lo gettò in mare.
Anche durante le due guerre mondiali furono numerosi gli episodi in cui venne usato il metodo dei messaggi in bottiglia, ma particolarmente significativi sono quelli legati alla seconda guerra mondiale e allo sterminio degli ebrei. Uno di questi avvenne nel 1939, presso Cuba. Verso quest'isola era diretta una nave piena di ebrei che cercavano rifugio nel continente americano; tuttavia, appena la nave approdò al porto, il presidente cubano Frederico Bru non permise loro di scendere sull'isola. La nave rimase approdata al porto per diverse settimane, durante le quali vennero lanciate in acqua centinaia e centinaia di messaggi in bottiglia. Questi ultimi, che di solito riportavano frasi come «Aiutateci, Presidente Bru, altrimenti saremo perduti», galleggiarono fino a raggiungere le coste statunitensi e perfino quelle europee.
Un altro episodio noto avvenne nel 1944, nel campo di concentramento di Auschwitz, dove sette prigionieri, sei polacchi ed un francese, scrissero un messaggio dove riportarono i loro nomi ed i loro numeri. In seguito inserirono il messaggio in una bottiglia di vetro, che poi nascosero in uno dei magazzini del campo di concentramento. Purtroppo solo due dei sette prigionieri, tutti di età compresa fra i 18 e i 20 anni, sopravvissero.
Infine, sempre nel lager di Auschwitz, sono stati realizzati da un internato anonimo 32 disegni che sintetizzano l'orrore in cui si viveva nel campo di concentramento; in seguito l'autore, che si firmava «MM», ha inserito i suoi bozzetti in una bottiglia, che ha poi nascosto fra le fondamenta di una baracca.
I disegni all'interno della bottiglia, trovati dai curatori del Museo di Auschwitz nel 2012 (pochi giorni prima del giorno della Memoria), sono attualmente esposti nel campo di concentramento; su questo tema, inoltre, è anche stato realizzato un libro, The sketchbook from Auschwitz
Il 10 agosto 1952, su una spiaggia nei pressi di Cagliari, venne rinvenuta una bottiglia molto incrostata ma ben sigillata con della cera che, al suo interno, celava, scritto su un pezzo di tela strappato da una copertura di mitragliera, il seguente messaggio:
Dopo accurate ricerche si trovò il nominativo del marinaio tra quelli dei dispersi dell'incrociatore Fiume, coinvolto nella battaglia navale di Gaudo e Capo Matapan, dove trovarono la morte 2.331 marinai italiani: 782 sullo Zara, 813 sul Fiume, 328 sul Pola, 211 dell'Alfieri, 169 del Carducci e 28 di altre unità navali.
Il caso fece molto scalpore e fu ampiamente trattato dalla stampa italiana, la madre venne informata e suo figlio fu insignito della medaglia di bronzo al valor militare alla memoria con la seguente motivazione:

### Cronologia
- 310 a.C.: il filosofo greco Teofrasto lancia il primo messaggio in bottiglia.
- XV secolo: Cristoforo Colombo manda un messaggio in bottiglia ove documenta le sue scoperte.
- XVI secolo: con il decreto introdotto da Elisabetta I chi apre un messaggio in bottiglia è punibile con la pena capitale.
- 1784: Chunosuke Matsuyama lancia un messaggio in bottiglia dopo essere naufragato con i suoi 44 compagni in un'isola del Pacifico.
- 1786: Benjamin Franklin lancia un messaggio in bottiglia per scoprire le correnti della costa orientale degli Stati Uniti d'America.
- 1914: Thomas Hughes manda il suo messaggio in bottiglia; il destinatario era la moglie.
- 1939: degli ebrei, fermi al porto di Cuba sul piroscafo St. Louis, mandano dei messaggi in bottiglia col quale cercano aiuto.
- 1941: il marinaio Francesco Chirico, imbarcato sulla Regia Nave Fiume, scrive il suo ultimo messaggio rivolgendo un pensiero d'amore per la mamma e la Patria; verrà ritrovato 11 anni dopo, nel 1952, e alla sua memoria il presidente della repubblica gli conferirà la medaglia di bronzo al valor militare.
- 1944: prigionieri del lager di Auschwitz scrivono un messaggio, poi inserito in una bottiglia, dove riportano i loro nomi e numeri.
- Prima del 1945: un internato di Auschwitz realizza 32 schizzi, poi nascosti in una bottiglia per la loro conservazione.

## Utilizzi pratici dei messaggi in bottiglia

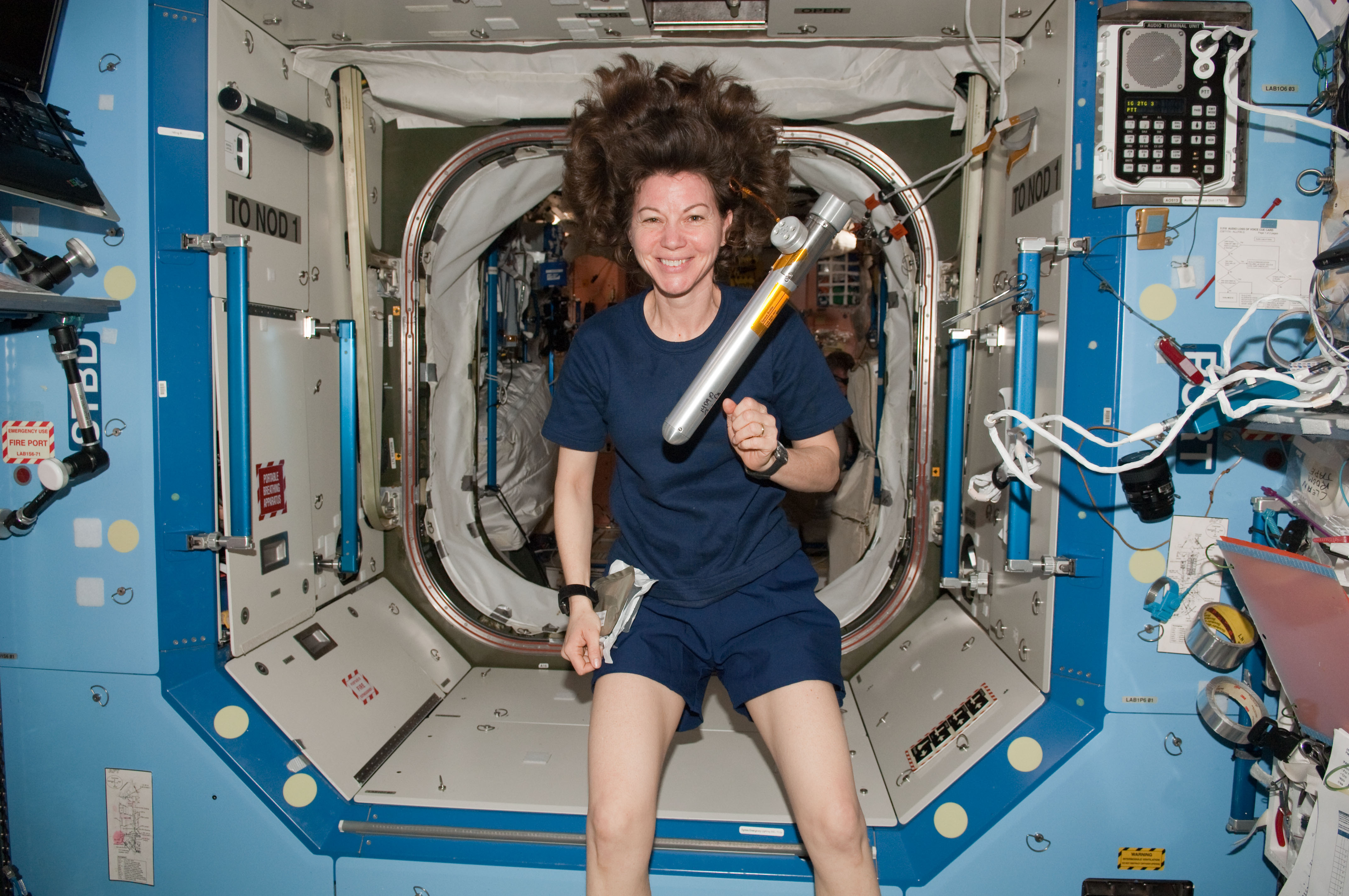
L'astronauta della NASA Cady Coleman con il cilindro metallico che galleggia in aria.

### In ambito scientifico
I messaggi in bottiglia vengono utilizzati anche in ambito scientifico, per esempio per tracciare il percorso delle correnti oceaniche, soprattutto nell'Artico. Lì infatti si stanno lentamente sciogliendo le banchise polari, il che significherebbe che ci sarà più acqua fredda negli oceani. Una grande quantità di acqua fredda, con grande sorpresa degli scienziati, sembra essere in grado di cambiare il percorso delle correnti oceaniche; quindi, per iniziare a sapere i loro nuovi percorsi, si gettano in acqua delle bottiglie biodegradabili, che verranno poi costantemente monitorate grazie ad un computer.
La NASA ispirandosi ai messaggi in bottiglia, ha fabbricato un cilindro di acciaio che mette in comunicazione la Terra con lo spazio, permettendo di ottenere maggiori informazioni sul Sistema Solare.

### In ambito comunicativo
Poiché il vetro è un materiale impermeabile e resistente sia all'acqua che agli agenti atmosferici, i messaggi in bottiglia venivano un tempo usati anche nelle comunicazioni, soprattutto nelle situazioni di emergenza; ora invece non è più molto usato, poiché è impossibile calcolare quanto ci metta ad arrivare e quale sia la sua destinazione. Tuttavia il giornale The Daily Telegraph, ironizzando, ha affermato che «i messaggi in bottiglia sono più veloci della Royal Mail».
Per mandare un messaggio in bottiglia in modo efficace bisogna prendere alcune precauzioni, prima di tutto bisogna sigillare la bottiglia utilizzando un tappo a vite (oppure in sughero) e la bottiglia possibilmente deve essere di vetro scuro che protegge il messaggio dal sole, che lo può sbiadire.
Il messaggio, infine, deve essere scritto su un foglio di carta resistente (evitando l'utilizzo di tessuti come i fazzoletti) e deve essere rinchiuso in una busta di plastica scura, per diminuire le possibilità che esso venga a contatto con l'acqua.

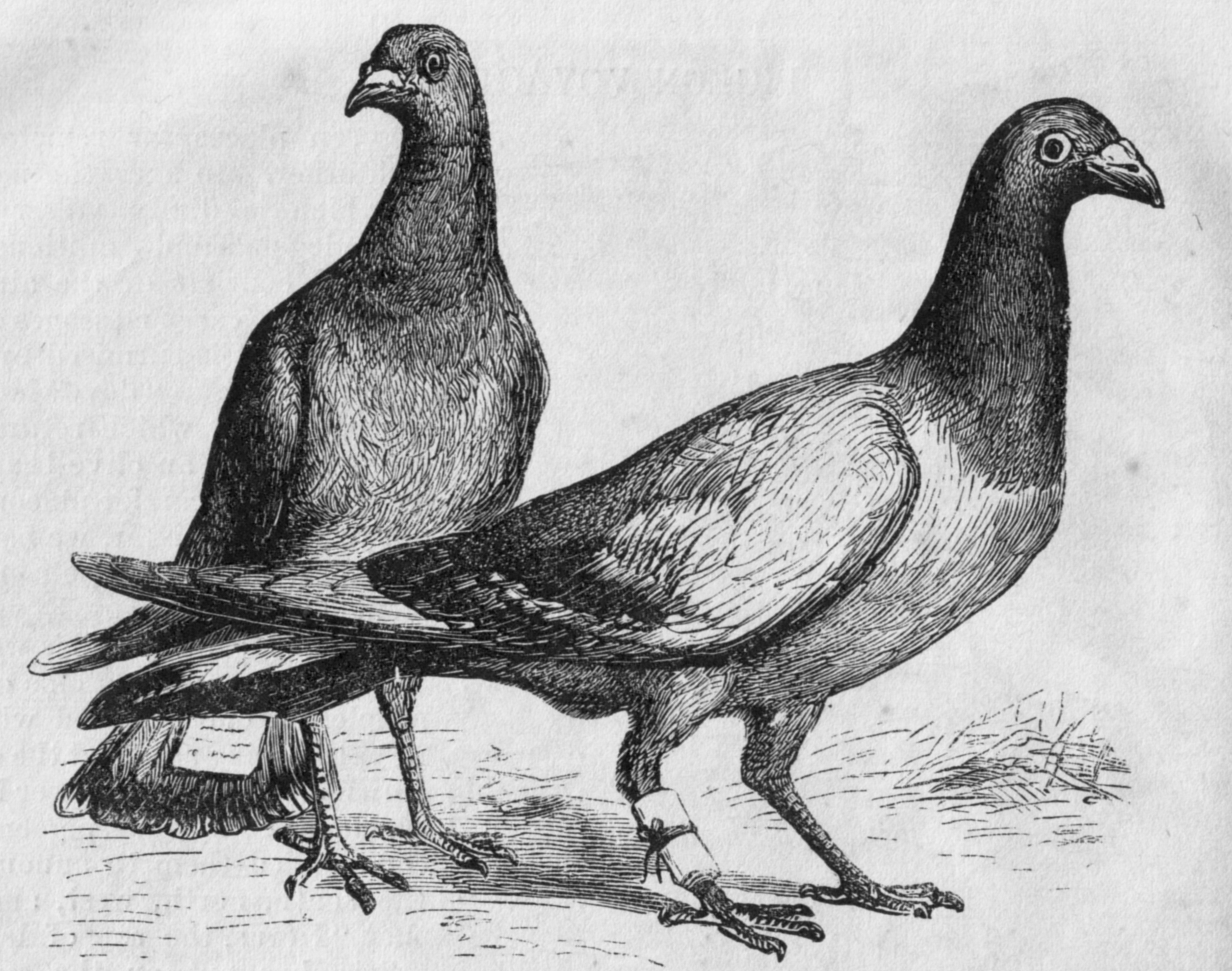
Piccioni viaggiatori; la posta attraverso l'uso di questi ultimi è molto simile ai messaggi in bottiglia.

## Metodi alternativi
Esistono molti strumenti per comunicazione simili ai messaggi in bottiglia.
Fra tutti spicca il ballon monté, dove il messaggio viene legato al filo di un palloncino gonfiato con elio o idrogeno. Il vantaggio dei ballon monté è che può essere lasciato da qualsiasi luogo e può in linea di massima raggiungere ogni località della Terra. Un altro vantaggio dei ballon monté è che essi possono essere "mandati" facilmente, a differenza dei messaggi in bottiglia che spesso, dopo essere lanciati, ritornano a riva.
Inoltre vi è la posta attraverso l'uso di piccioni viaggiatori che, a differenza dei sistemi di comunicazione precedentemente citati (che coinvolgono oggetti inanimati), utilizza degli animali per il trasporto, in questo caso i piccioni. Questo sistema, caduto in disuso, è molto efficace grazie alle capacità di orientamento dei volatili precedentemente citati.

## Primati
Il Guinness World Record ha registrato alcuni primati relativi ai messaggi in bottiglia.
- Il messaggio in bottiglia che ha impiegato più tempo per raggiungere la terraferma. Può vantare questo record il messaggio in bottiglia lanciato dalla città scozzese di Aberdeen nel 25 aprile 1914; il messaggio fu ritrovato solo quasi un secolo dopo, il 10 dicembre 2006, da un pescatore inglese.[28]
- Il messaggio in bottiglia più piccolo. Questo record è stato tenuto da un messaggio posto in una bottiglia di 25 mm di diametro e 95 mm di altezza.[29]
- Il messaggio in bottiglia più "vagabondo". È il record tenuto da un messaggio posto in una bottiglia di vino che, dopo essere stato lanciato nel 1993 nella città di Hennef, in Germania, è stato ritrovato tre anni dopo nella città di Falmouth, nello stato nordamericano del Maine.[29]

## Influenza culturale
(Ritornello della canzone Message in a Bottle)
Data la loro popolarità i messaggi in bottiglia appaiono in molte opere; eccone alcune:

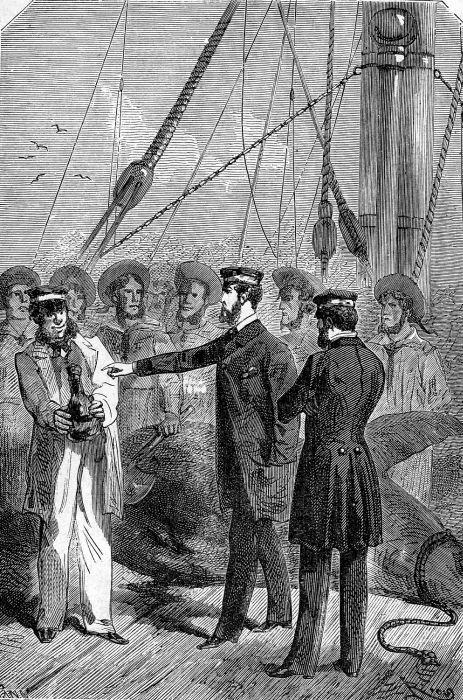
Illustrazione del libro I figli del capitano Grant (1865-1867), scritto da Jules Verne.

### Nella letteratura
- Il noto scrittore statunitense Edgar Allan Poe ha scritto un racconto breve il cui titolo è Manoscritto trovato in una bottiglia (1833); nel messaggio si narra il viaggio di un marinaio da Giava verso le isole della Sonda.
- Nel romanzo di Jules Verne I figli del capitano Grant (1865-1867) i protagonisti decidono di partire dopo il ritrovamento di un messaggio in bottiglia ove si chiedeva aiuto (arriveranno fino all'Isola Tabor).
- Nel romanzo di Jules Verne L'isola misteriosa (1874-1875) spesso appaiono i messaggi in bottiglia.
- Nel romanzo giallo Dieci piccoli indiani (1939) di Agatha Christie il misterioso colpevole confessa le sue colpe in un messaggio, poi inserito in una bottiglia.
- Il romanzo Il pianeta delle scimmie (1963) di Pierre Boulle viene presentato come un messaggio in bottiglia scritto da un pioniere spaziale, in cui egli racconta le sue avventure.
- Il titolo inglese del romanzo Le parole che non ti ho detto (1998) di Nicholas Sparks è Message in a Bottle.

### Nei fumetti
- Nella storia a fumetti Paperino e l'isola del cavolo (1954), scritta e disegnata da Carl Barks, Qui, Quo e Qua trovano un messaggio in bottiglia dove un naufrago chiede aiuto, dopo essere giunto su un'isola deserta.

### Nei film
- Nel film Pippi Calzelunghe e i pirati di Taka-tuka (1970) il padre di Pippi Calzelunghe, imprigionato in una torre, invia alla figlia un messaggio dove chiede aiuto.
- Nel film Le avventure di Bianca e Bernie (1977) una delle protagoniste della vicenda, Penny, manda spesso dei messaggi in bottiglia per cercare di scappare da Madame Medusa.
- All'inizio del film Gekijōban dōbutsu no mori (2006) la protagonista Ai trova numerosi messaggi in bottiglia scritti da un anonimo.
- Nel film Lissy - Principessa alla riscossa (2007) la protagonista Lissy manda un messaggio in bottiglia indirizzato al maresciallo di corte.

### Nella musica
- Message in a Bottle (1979) è una canzone cantata dai Police.
- Flaschenpost (in italiano "messaggio in bottiglia") è un album del 1998 realizzato dal tedesco Reinhard Mey.
- Il rapper Eyedea ha scritto una canzone che si chiama Bottle Dreams, dove si racconta di una ragazza che lancia un messaggio in bottiglia ogni giorno. La canzone è parte dell'album The Many Faces of Oliver Hart (2002).